# 園基信
園 基信（その もとのぶ、1945年（昭和20年）9月21日 - ）は、日本の華道家。園家の第27代当主。青山流第27代家元。武蔵野美術大学卒業。東京都立千歳高等学校卒業。東京都出身。
華道家としては園 楽山（その らくざん）の名前で活動している。

## 経歴
東京都出身。園陽光の長男として生まれ、園家当主である園基久とその妻・テル子の養子となる。武蔵野美術大学卒業後、25歳より華道修行をはじめ、1978年（昭和五53年）に青山御流の28世家元を継承する。
出雲大社や明治神宮ご神前での献花式を行うなど、公家文化の再興に尽力し、1989年（平成元年）に昭和天皇大喪儀祭官、1990年（平成2年）に即位式と大嘗祭に関する諸儀式の委嘱掌典として宮中祭祀に奉仕、現在も委嘱掌典を務めた。

## 系譜
- 父親：園陽光 - 園基祥の三男・周次の子
- 養父：園基久
- 養母：園テル子
- 妻：森田睦子
  - 長男：園基大
  - 長女：園和佳子
  - 次男：園基史

## 著書
- 『青山御流・活花手引種』
- 『青山いけばな』